# Easy Come, Easy Go (альбом Джорджа Стрейта)
| Оценки критиков      | Оценки критиков |
| Источник             | Оценка          |
| -------------------- | --------------- |
| Allmusic             | [ 1 ]           |
| Chicago Tribune      | [ 2 ] [ 3 ]     |
| Entertainment Weekly | B−              |

Easy Come, Easy Go — студийный альбом американского кантри-певца Джорджа Стрейта, вышедший 28 сентября 1993 года на лейбле MCA Nashville. Продюсером был Тони Браун и сам Стрейт. Диск дал один кантри-сингл на № 1 Hot Country Songs (Easy Come, Easy Go). Альбом получил умеренные отзывы музыкальных критиков, он достиг № 2 в кантри-чарте Top Country Albums и № 5 в Billboard 200 (США), его тираж превысил 2 млн копий и он получил 2-кр. платиновый статус RIAA.

## Список композиций
1. «Stay out of My Arms» (Jim Lauderdale) — 2:35
2. «Just Look at Me» (Gerald Smith, Curtis Wayne) — 3:08
3. «Easy Come, Easy Go» (Aaron Barker, Dean Dillon) — 3:02
4. «I'd Like to Have That One Back» (Barker, Bill Shore, Rick West) — 3:51
5. «Lovebug» (Wayne Kemp, Wayne) — 2:50
6. «I Wasn’t Fooling Around» (Lauderdale, Джон Левентал) — 3:00
7. «Without Me Around» (Dillon, John Northrup) — 3:26
8. «The Man in Love with You» (Steve Dorff, Gary Harju) — 3:22
9. «That’s Where My Baby Feels at Home» (Kemp, Wayne, Faron Young) — 2:44
10. «We Must Be Loving Right» (Clay Blaker, Roger Brown) — 3:34

## Позиции в чартах

### Еженедельные чарты
| Чарт (1993)                        | Высшая позиция |
| ---------------------------------- | -------------- |
| Канада Country Albums (RPM)        | 2              |
| США (Billboard 200)                | 5              |
| США (Billboard Top Country Albums) | 2              |

### Годовые итоговые чарты
| Чарт (1993)                        | Позиция |
| ---------------------------------- | ------- |
| США Top Country Albums (Billboard) | 34      |

| Чарт (1994)                        | Позиция |
| ---------------------------------- | ------- |
| США Billboard 200                  | 76      |
| США Top Country Albums (Billboard) | 10      |